# Karl Schmidt (pedagog)
Karl Schmidt, född den 7 juli 1819 i Osternienburg (Anhalt), död den 8 november 1864 i Gotha, var en tysk pedagog.
Schmidt verkade, med ett kortare avbrott, som lärare vid gymnasiet i Köthen från 1845 till 1863, då han utnämndes till seminarierektor och folkskolinspektör (Schulrat) i Gotha. Där grep han sig genast an med en reform av skolväsendet och utarbetade en ny, 1863 stadfäst skollag. I sina pedagogiska åsikter utgick han från liberal ståndpunkt och lade särskild vikt vid fysiologins (och den Gallska frenologins) betydelse för pedagogiken, som han fattade som "tillämpad antropologi". Av hans synnerligt omfattande pedagogiska författarskap bör nämnas Das Buch der Erziehung (1854; 2:a upplagan 1873), Geschichte der Pädagogik (4 band, 1860–1862; 4:e upplagan, redigerad av Friedrich Dittes och Emanuel Hannak 1888–1890) och Geschichte der Erziehung und des Unterrichts (1863; 4:e upplagan 1883).